# Jean-Paul Benzécri
Jean-Paul Benzécri (Orano, 23 febbraio 1932 – Villampuy, 24 novembre 2019) è stato un matematico, statistico e filosofo francese, noto per essere stato il fondatore dell'analisi dei dati in Francia e uno sviluppatore dell'Analisi delle corrispondenze.

## Biografia
Jean-Paul Benzécri nacque a Orano, in Algeria, nel 1932, dove suo padre era medico. Frequentò il liceo al Lycée Lamoricière di Orano e successivamente al Lycée Bugeaud di Algeri. Nel 1950, risultò primo all'esame di ammissione all'ENS (École Normale Supérieure) di Parigi e nel 1953 ottenne nuovamente il primo posto nell'"Agrégation de Mathématiques", un concorso nazionale per il diploma di insegnante. Successivamente, intraprese ricerche scientifiche in matematica.
Nel 1955 si recò negli Stati Uniti per frequentare la Princeton University, dove dopo quattro mesi di studio presentò una tesi di dottorato in geometria differenziale intitolata "Variété localement plates" sotto la supervisione di Henri Cartan.
Dal 1959 al 1960 svolse il servizio militare di leva nel Gruppo di Ricerca Operativa della Marina Francese, dove praticò la modellazione dei dati multidimensionali utilizzando metodi analitici tradizionali senza l'ausilio di un computer. Nel 1960 conseguì un dottorato alla Sorbona di Parigi con una tesi intitolata "Sur les variétés localement affines et localement projectives", anche questa volta sotto la supervisione di Henri Cartan.

## Carriera
La carriera di insegnamento di Benzécri iniziò nel 1963 come professore assistente alla Facoltà di Scienze di Rennes, dove creò un corso in linguistica matematica. Una delle sue prime studentesse fu Brigitte Escofier-Cordier, che nel 1965 pubblicò una dissertazione intitolata "Analyse Factorielle des Correspondances" (Analisi delle corrispondenze) con applicazione ai dati testuali.
Nel 1965, Benzécri divenne professore alla Sorbona e fondò il Laboratoire de Statistique all'interno dell'Institut de Statistiques de l'Université de Paris. Il suo corso iniziale in "Analyse des Données" si evolse in un programma completo di laurea magistrale e dottorato che costituì la base della sua attività di ricerca.

## Ricerca
Fin dai suoi primi lavori nel 1963 sull'Elaborazione del linguaggio naturale (NLP), Benzécri intuì che il calcolo elettronico sarebbe diventato il Novius Organum (cioè, il nuovo strumento) che avrebbe permesso di risolvere il problema cooperativamente tra matematica, logica e linguistica. Ispirato dai lavori pionieristici di Louis Guttman e Chikio Hayashi, così come dalla metodologia distribuzionale di Zellig Harris, elaborò un'equivalenza geometrica a questi approcci cercando gli assi principali di inerzia di una nube di punti ponderata. Questi algoritmi furono i primi elementi costitutivi di un metodo che chiamò successivamente "analisi delle corrispondenze". Sviluppando l'analisi delle corrispondenze con il supplemento sistematico delle tecniche di clustering, si concentrò sull'analisi di grandi tabelle di contingenza e binarie e altri tipi di matrici di dati dopo opportune trasformazioni, incluse le tabelle lessicali derivate da testi grezzi.
Preferendo l'induzione alla verifica delle ipotesi, gran parte del suo approccio risiede nella descrizione e comprensione di come un dataset multidimensionale si discosta dall'ipotesi di indipendenza delle sue righe e colonne attraverso l'interpretazione di pattern spesso rivelati dalle rappresentazioni grafiche delle nuvole di punti. Ma era anche aperto a reintrodurre un nuovo quadro statistico in questo processo puramente esplorativo derivando una proiezione a posteriori di variabili supplementari (cioè, righe) e individui (cioè, righe). La sua familiarità precoce con i computer e i loro linguaggi di programmazione lo portò ad adottare notazioni tensoriali e formule algoritmiche quasi ALGOL-like nei suoi testi didattici già dal 1967. Questo facilitò la trascrizione dei suoi concetti da parte dei suoi colleghi e studenti in programmi per computer in una vasta gamma di linguaggi, l'ultimo dei quali è una varietà di implementazioni nel linguaggio R come FactoMineR. Le notazioni tensoriali di Benzécri furono precursori degli ultimi sviluppi del calcolo tensoriale per l'apprendimento automatico (ad esempio, TensorFlow). Nel campo dei metodi di clustering, Benzécri (1982) propose anche un nuovo algoritmo (algoritmo della catena dei vicini più prossimi) per il clustering gerarchico agglomerativo.

## Opere
- L'Analyse des données. Tome 1 : La Taxinomie, Dunod, 1973, 615 p. ISBN 2-04-007034-6
- L'Analyse des données. Tome 2 : L'Analyse des correspondances, Dunod, 1973, 619 p. ISBN 2-04-007225-X
- Histoire et préhistoire de l'analyse des données, Dunod, 1982, 159 p. ISBN 2-04-015467-1
- L'Analyse des données / leçons sur l'analyse factorielle et la reconnaissance des forme et travaux, ISBN 2-04-015515-5
- Vol. 1 : L'Analyse des correspondances, Dunod, 1982, 635 p.
- Vol. 2 : La Taxinomie, Dunod, 1982, 632 p.
- Pratique de l'analyse des données,
- Tome I : Analyse des correspondances, exposé élémentaire, Dunod, 1980, ISBN 2040157328
- Tome II : Abrégé théorique, études de cas modèles, Dunod, 1980, 466 p. ISBN 2040111816
- Tome III : Linguistique et lexicologie, Dunod, 1981, 565 p. ISBN 978-2-04-010776-5
- Tome IV : En médecine, pharmacologie, physiologie clinique, Statmatic, Paris, 1999, 532 p. ISBN 978-2-909047-00-3
- Tome V : Pratique de l'analyse des données en économie, Dunod, 1987, 533 p. ISBN 2-04-016509-6
- Les cahiers de l'analyse des données, Gauthier-Villars, Dunod, 1976–1997 ISSN 0339-3097 (WC · ACNP)
- Linguistique et lexicologie, Dunod, 2007 [ré-édition], ISBN 2-04-010776-2
- Correspondence analysis handbook, Marcel Dekker (1992), 665 p. ISBN 0824784375

## Eredità
Gli studi di Benzécri hanno influenzato diversi campi nelle scienze umane e sociali. Il contributo più significativo di Benzécri è stato lo sviluppo dell'analisi delle corrispondenze, una tecnica utilizzata per esplorare relazioni tra righe e colonne di una tabella di contingenza. Questo metodo ha trovato applicazione in una vasta gamma di campi, dalla linguistica computazionale alla biologia, dalla sociologia al marketing ed è oggetto di studio di corsi di Data Science.